# FC Rio de Janeiro
FC Rio de Janeiro is een Braziliaanse voetbalclub uit Rio de Janeiro, meer bepaald uit de wijk Realengo.

## Geschiedenis
De club werd opgericht op 26 augustus 2008 als Centro Cultural Esportivo Ação. In 2014 werden ze lid van voetbalbond FERJ om zo deel te kunnen nemen aan het amateurkampioenschap. In 2018 werden ze een profclub en namen deel aan de Série C, op dat moment nog de vierde klasse. Na een middelmatig eerste seizoen konden ze zich in 2019 plaatsen voor de tweede fase als groepswinnaar. Nadat ze Paduano uitschakelden verloren ze in de halve finale van Campo Grande, waardoor ze een promotie aan hun neus zagen voorbij gaan. Door de coronapandemie werd er in 2020 geen competitievoetbal gespeeld en in 2021 namen ze niet deel aan de competitie. Ze keerden terug in 2022 met de nieuwe naam in de Série C, die inmdidels de vijfde klasse was. Ze werden vicekampioen achter Belford Roxo en mochten datzelfde jaar nog aantreden in de Série B2. De club trok de lijn met goede prestaties door en won de eerste fase, maar verloor in de volgende ronde van Barra da Tijuca waardoor ze geen tweede opéénvolgende promotie op rij konden afdwingen.